# Damien Clayton
Pour les articles homonymes, voir Clayton.
Damien Clayton, né le 30 juillet 1992, est un coureur cycliste britannique.

## Biographie
En 2018, il se révèle dans le calendrier britannique en terminant notamment troisième du Beaumont Trophy. Après ces bonnes performances, il est repéré par l'équipe continentale Ribble, qui le recrute au mois de juillet. Il s'impose dès ses débuts sur le Grand Prix des Marbriers.

## Palmarès et résultats

### Palmarès par année
- 2019
  - Grand Prix des Marbriers
  - Bourne Cicle Classic
  - 2e de la Perfs Pedal Race
- 2022
  - Perfs Pedal Race
  - Clàssica Isaac Gálvez
- 2023
  - 3e étape des Peaks Two Day
- 2024
  - 1re étape des Peaks Two Day
  - Danum Trophy
  - 2e des Peaks Two Day

### Classements mondiaux
| Année           | 2019 |
| --------------- | ---- |
| UCI Europe Tour | 915e |